# Bewitched (Lied)
Bewitched ist ein Lied der US-amerikanischen Band Blood on the Dance Floor aus dem Jahre 2011, welches sie zusammen mit der Sängerin Lady Nogrady aufnahm. Die sechste Singleauskopplung ihres vierten Studioalbums All the Rage!! wurde von allen beteiligten Interpreten gemeinsam geschrieben sowie von Rusty Wilmot und James Egbert produziert.

## Hintergrund
Die Arbeit an Bewitched war von einem Spannungsverhältnis zwischen dem Blood on the Dance Floor-Sänger Dahvie Vanity und der Gastmusikerin Lady Nogrady geprägt. Laut Aussage der Sängerin betrachtete sie der Künstler lediglich als Mittel zum Zweck und nutzte sie aus, um sein Projekt fertigzustellen. Er benahm sich ihrer Ansicht nach respektlos und unhöflich und legte in Anbetracht der zum Veröffentlichungszeitpunkt von der Band in ihrer Musik häufig verbreiteten Anti-Mobbing-Botschaften eine starke Doppelmoral an den Tag. Am Erscheinungstag der Single fehlte ursprünglich der Vermerk, dass es sich um eine Kollaboration handle; lediglich der Hauptinterpret war angegeben. Erst auf Anfrage ihres Managers wurde Nogrady als offizielles Feature genannt; Vanity gab an, es schlicht vergessen zu haben, was ihm die Sängerin allerdings nicht abkaufte. Sie erwähnte weiters, dass sie seither von der Band mit negativen Spitznamen belegt wurde, und verglich beide Mitglieder aufgrund ihrer extremen, von Stimmungsschwankungen geprägten Persönlichkeiten mit der Titelfigur des Romans Dr. Jekyll & Mr. Hyde.

## Musik und Text
Bewitched ist ein klassischer Popsong der frühen 2010er Jahre. Zu Beginn ertönt ein etwa 22-sekündiges Intro, in welchem ausschließlich mit viel Hall versehene Keyboardklänge zu hören sind, die in weibliches, böses Lachen und einen tiefen Bass münden. Erst dann beginnt die Hauptmelodie des Liedes in Form von hellen, hohen Glockentönen, ehe gleichzeitig der Beat und der Gesang einsetzen. Ersterer ist vollständig elektronisch und besteht aus mehreren verschiedenen übereinander gelegten Synthesizern, sowie Wobble Bass, Kick Drums, Hi-Hats und Claps. Die erste Strophe wie auch die zweite Hälfte des Refrains werden von Dahvie Vanity gesungen, der zweite Vers von Lady Nogrady, wobei beide in den Parts des jeweils anderen Background Vocals zum Besten geben. Jayy von Monroe trägt den ersten Teil des Refrains und die Bridge vor. Der Text des Liedes handelt von einer Frau, welche einen Mann bewusst dazu bringt, sich in sie zu verlieben. Tatsächlich geht es ihr allerdings lediglich um kurzweiliges Vergnügen, sodass sie ihren Liebhaber fallen lässt, nachdem sie ihren Spaß mit ihm hatte. Dieser bleibt mit gebrochenem Herzen zurück, da er sich zu seiner ehemaligen Geliebten immer noch so sehr hingezogen fühlt, als hätte sie ihn mit einem Zauberbann belegt, obwohl er sich ihrer kaltblütigen Vorgehensweise bewusst ist. Später fasst er jedoch den Entschluss, mit dem Kapitel abzuschließen, und merkt an, dass jetzt die Zeit angebrochen sei, sein Herz und seine Kraft zurückzuerlangen. Er erkennt nun den wahren Charakter der Frau, für die er einst Liebe empfand, und wünscht ihr, in die Hölle zu kommen.

## Musikvideo
Am Anfang des Musikvideos zu Bewitched ist zu sehen, wie ein von Jayy von Monroe gespielter Dämon während eines Rituals einer von Lady Nogrady verkörperten Frau eine herzförmige Halskette umlegt, welche zu leuchten beginnt. Es erfolgt ein Zeitsprung. Die Frau geht eine romantische Beziehung mit einem von Dahvie Vanity dargestellten Mann ein – wie sich herausstellt im Auftrag des Dämons, um an sein Herz zu gelangen. Das Paar ist zusammen beim Schwimmen, in einem Vergnügungspark und beim Sex zu sehen. Als die beiden zum Camping fahren, erscheint des Nachts von Monroe, und verlangt von Nogrady, das Werk zu vollenden. Diese weigert sich jedoch, da sie sich inzwischen tatsächlich in Vanity verliebt hat. Um ihrem Auftraggeber einen Ersatz zu liefern und ihren Freund zu verschonen, geht sie zu einem sich in der Nähe befindlichen Wohnwagen und verführt den Besitzer, mit ihr zu schlafen, um stattdessen sein Herz zu stehlen. Während sie den Zauber ausübt, der das Organ vom Körper trennt, leuchtet ihre Kette hell auf, was Vanity aufweckt, der dem Licht folgt. Er erwischt die beiden in flagranti, woraufhin die Magie unterbrochen wird, und der Nebenbuhler eine Pistole zückt. Nogrady fleht den Mann an, nicht auf ihren Geliebten zu schießen. Als Vanity in seine Hosentasche greift, feuert er jedoch ab, da er annimmt, ihr Freund wolle ebenfalls eine Waffe ziehen. Vanity stirbt noch vor ort, und es stellt sich heraus, dass er in seiner Tasche nach einem Verlobungsring gegriffen hat. Nun erscheint der Dämon und reißt sein Herz an sich, während Nogrady ihren Geliebten betrauert und den Ring aufhebt. In der letzten Einstellung wohnt Vanity demselben Ritual bei, an dem auch die junge Frau zu Beginn teilnahm. Zwischen der Handlung singen alle drei Interpreten extravagant gekleidet vor einem psychedelischen, bunten Hintergrund.

## Erfolg
Obwohl sich Bewitched weltweit nicht in den Charts beweisen konnte, ist es mit über 25 Millionen Aufrufen das auf YouTube mit Abstand am meisten angeklickte Lied der Gruppe (es erreichte als bislang einziges eine achtstellige Aufrufzahl) und gilt als ihr bekanntester Titel.

## Neuaufnahmen
Auf dem 2013 erschienenen Unplugged-Album Blood Unplugged befindet sich eine Akustikversion des Titels, welche ausschließlich mit nicht elektronischen Instrumenten, darunter vorwiegend Gitarren, Streicher, Mallets und Handtrommeln, aufgenommen wurde. Aufgrund des Zerwürfnisses mit Lady Nogrady kehrte diese nicht zurück, um ihre Parts erneut einzusingen. Stattdessen wurde Haley Rose als weibliche Leadstimme verpflichtet. Diese Version des Liedes wurde am 17. Oktober 2013 ebenfalls als Single ausgekoppelt.
2021 nahm Dahvie Vanity, nun unter dem Pseudonym The Most Vivid Nightmares, eine neue Interpretation des Liedes als Ballade auf, welche den Titel Bewitched Reimagined trägt. Vanity singt auf dieser alle männlichen Parts, auch jene seines ehemaligen Bandkollegen Jayy von Monroe, ein, während die weiblichen Parts von der Sängerin Sammie Beare übernommen wurden.